# Flaga Algierii
Flaga Algierii – flaga Frontu Wyzwolenia Narodowego z roku 1920, a jako flaga Algierii od 3 lipca 1962 roku. Zielony pas symbolizuje islam, biały moralną czystość, półksiężyc z gwiazdą to ogólnie przyjęty symbol muzułmański.

## Galeria

Flaga Algierii z lat 1958–1962
Flaga Algierii Francuskiej z lat 1830–1962